# 大崎義兼
大崎義兼（おおさき よしかね，生年未詳-享禄2年（1529年））是战国时代的大名。陸奧國大崎氏第9代当主。室町幕府奥州探題。幼名彦三郎。官至从五位上左京大夫。子高兼、義直。
作为教兼（第8代当主政兼之子，它接受了8代将军足利义政的偏讳）之子出生。在义兼元服元服之际接受了9代将军足利义尚（义政之子）的偏讳，并赐予太刀。長享2年（1488年），大崎領内出现了叛乱，因此一时逃往至伊達尚宗处，后来接受了他的援军而镇压了叛乱。他也被评价为缺乏当主力量的人物。
享禄2年（1529年）死去。由長男高兼继承家督。